# Гусиный лук зеленовато-жёлтый
Гусиный лук зеленовато-жёлтый (лат. Gagea chlorantha) — вид травянистых растений рода Гусиный лук (Gagea) семейства Лилейные (Liliaceae).

## Ботаническое описание

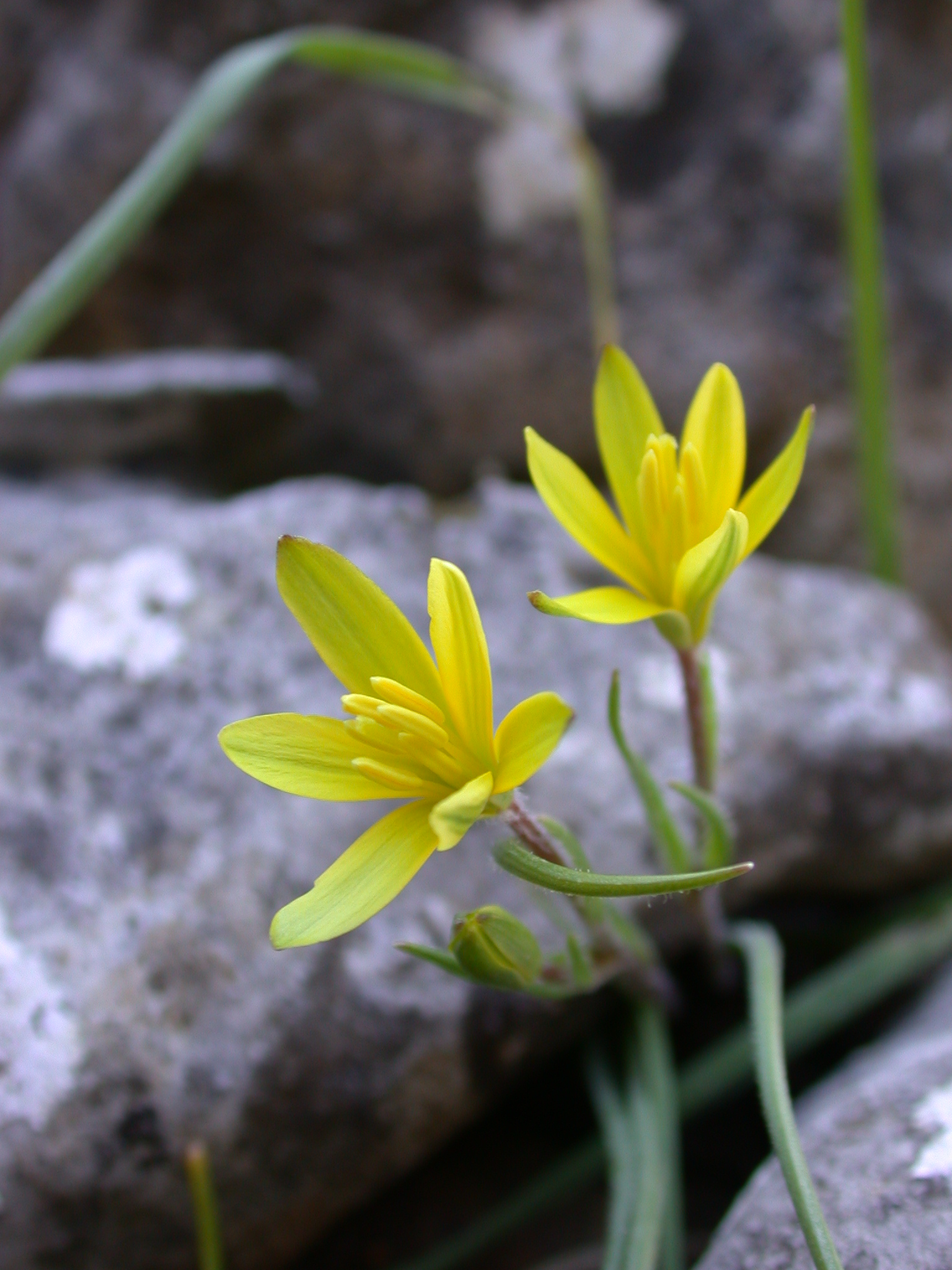
Цветки

Многолетнее травянистое растение. Луковица одна, продолговато-шаровидная, реже луковиц (и прикорневых листьев) две, окутанная плёнчатыми влагалищами, без шейки. Стебли 3—15 см высотой. Прикорневой лист узколинейный или почти нитевидный, длиннее соцветия, вверху с желобком, снизу с килем и двумя возвышенными линиями по его бокам, мелко-ресничато-пушистый; нижние стеблевые листья узколанцетные или нитевидные, постепенно уменьшающиеся и переходящие в прицветники.
Соцветие из 1—5 цветков; цветоножки длинные, крепкие, при плодах значительно удлиняющиеся, неодинаковые. Листочки околоцветника 9—12 мм длиной, внутри золотисто-жёлтые, снаружи зелёные, продолговато-обратно-ланцетные, тупые, при плодах в полтора раза длиннее. Коробочка продолговато-обратно-яйцевидная. Цветение в марте и апреле.

## Распространение и экология
Кавказ, Западная и Средняя Азия. Растёт на сухих открытых и щебнистых местах, по опушкам кустарников, на равнине и в нижнем горном поясе.